# Neder-Betuwe
Neder-Betuwe est une commune néerlandaise, en province de Gueldre.

## Specificités
Située en plein dans la Bijbelgordel (Bible Belt néerlandaise) c'est une ville conservatrice régie par un calvinisme rigoureux comme Staphorst, Barneveld, Reimerswaal , Nunspeet et Alblasserdam. A Neder-Betuwe, près de la moitié des enfants ne sont pas vaccinés (48,7%) soit le taux le plus faible des Pays-Bas et plus de la moitié de la population ne se fait pas vacciner pour des raisons religieuses.